# Gotthard Egli
Gotthard Egli (* 6. Dezember 1884 in Wolhusen; † 17. Juli 1979 in Luzern, katholisch, heimatberechtigt in Luzern und Entlebuch) war ein Schweizer Politiker (CVP).

## Biografie
Gotthard Egli kam am 6. Dezember 1884 in Wolhusen als Sohn des Gemeindeschreibers und Bezirksrichters von Entlebuch Peter Egli zur Welt. Egli, Mitglied des Schweizerischen Studentenvereins, absolvierte ein Studium der Rechte in München, Berlin, Wien und Bern. Seine Dissertation mit dem Titel Die Entwicklung der Gerichtsverfassung in Luzern erschien 1912. Danach leitete er zwischen 1913 und 1935 sein eigenes Anwaltsbüro.
Daneben gehörte Egli dem Verwaltungsrat diverser katholischer Verlage, so der Walter AG Olten, der Calendaria Immensee, der Buchdruckerei Maihof AG und dem Vaterland, des katholischen Vereinshauses Hotel Union Luzern und der Radio Schweiz AG an. Des Weiteren präsidierte er die Innerschweizer Radiogesellschaft sowie die Klinik St. Anna in Luzern. Ausserdem war Egli Mitglied des Zentralvorstands der Schweizerischen Radio- und Fernsehgesellschaft (SRG) und des Vorstands von Radio Basel 1 sowie von 1947 bis 1957 des Schweizerischen Schulrats der Eidgenössischen Technischen Hochschulen (ETH).
Er war verheiratet mit Lea, der Tochter des Kaufmanns Oscar Amrhyn. Gotthard Egli starb am 17. Juli 1979 knapp vor Vollendung seines 95. Lebensjahres in Luzern. Sein Sohn Alphons ging ebenfalls in die Politik.

## Politische Karriere
Der konservative Politiker Egli war zunächst von 1919 bis 1923 im Grossen Stadtrat von Luzern tätig. Anschliessend gehörte er von 1923 bis 1935 dem Luzerner Grossrat an. In der Folge stand er in den Jahren 1935 bis 1955 im Regierungsrat dem Erziehungs- und Kultusdepartement vor. Zuletzt war er zwischen 1935 und 1955 im Ständerat, den er vom 4. Dezember 1950 bis zum 3. Dezember 1951 präsidierte, vertreten. Dazu präsidierte er von 1926 bis 1933 die Konservative Partei der Stadt sowie von 1933 bis 1940 die Konservative Partei des Kantons Luzern.